# 徐建一
徐建一（1953年12月—），男，籍贯江苏南京，生於山東福山，中华人民共和国政治人物。原中国第一汽车集团公司董事長、黨委書記。中共十七大、十八大代表，第十一届、十二届全国人大代表。2015年3月15日，中共中央纪委发布消息，指徐建一涉嫌严重违纪违法，正接受组织调查。2015年7月1日被免去第十二届全国人民代表大会代表职务。2015年8月13日被双开，移送司法机关。经审理查明：2000年至2013年，被告人徐建一利用担任一汽集团副总经理、中共吉林省委常委、吉林市委书记、一汽集团总经理、党委书记、董事长等职务上的便利，为长春市顺航运输有限公司法定代表人张强等在企业经营、职务调整晋升等事项上提供帮助，直接或者间接非法收受他人给予的财物共计折合人民币1218. 974万元。

## 生平
1970年4月参加工作，1986年6月加入中国共产党，吉林工业大学汽车系汽车专业毕业，1998.09荷兰马斯特里赫特国际工商管理学院综合与战略管理专业（总经理战略管理专业）毕业，在职研究生学历，工商管理硕士，研究员级高级工程师。1975年加入中国第一汽车集团管理层。1990年至1994年間，任职于长春汽车研究所。2003年至2007年期間，任吉林省政府党组成员、省长助理、吉林市人民政府市長，吉林省委常委、吉林市委书记、吉林市人大常委会主任等职。2007年12月转任中国第一汽车集团公司总经理、党委副书记。2010年12月，升任中国第一汽车集团公司董事长、党委书记。2011年12月12日，获得第十二届中国经济年度人物自主创新奖。

### 落马
2015年3月15日，中共中央纪委发布消息，指徐建一涉嫌严重违纪违法，正接受组织调查。他是继华润集团的宋林之后，第二位因涉嫌严重违纪违法被查的副部级央企一把手。
2017年2月9日，北京市第一中级人民法院一审以受贿罪判决徐建一有期徒刑11年6个月，并处没收个人财产。

## 家庭
父亲徐佐人曾长期担任地下党员，1949年后任南京市公安局长。作为第一汽车制造厂的建厂创始人之一，徐佐人任一汽副厂长，并将刚出生的儿子取名“建一”，意为“建设一汽”。徐建一出生第二年，全家搬到长春，徐建一在一汽大院里度过了其童年和少年时代。

### 引用
1. ↑  . 新华社. 2015-07-01  [2015年7月1日]. （原始内容存档于2015-07-02）.
2. ↑  . 中央纪委监察部网站. 2015-08-13. （原始内容存档于2016-03-04）.
3. ↑  . 新浪网.   [2007-12-28]. （原始内容存档于2019-05-02）.
4. ↑  . 凤凰网.   [2010-12-30]. （原始内容存档于2011-02-22）.
5. ↑  . 中纪委监察部网站.   [2015-03-15]. （原始内容存档于2015-03-18）.
6. ↑  . 北青网-北京青年报(北京).   [2017-02-10]. （原始内容存档于2017-02-11）.
7. ↑  . 新京报. 2015-04-07  [2015-04-07]. （原始内容存档于2015-04-07）.

### 网页
- "共和国长子"的心声 中国经济网独家专访徐建一 中國經濟網
- 徐建一：“火线”受命，再塑红旗 中国经营报 （页面存档备份，存于）
- 一汽集团总经理徐建一：凝心聚力搞自主 新浪網 （页面存档备份，存于）
- 徐建一：艱辛開闢自主路 南方網
- 中国第一汽车集团公司董事长徐建一接受调查 （页面存档备份，存于）

| 商界職務               | 商界職務                                           | 商界職務      |
| ---------------------- | -------------------------------------------------- | ------------- |
| 新頭銜                 | 中国第一汽车集团公司董事长 2010年12月 - 2015年3月  | 繼任： 徐 平  |
| 前任： 竺延风          | 中国第一汽车集团公司总经理 2007年12月 - 2010年12月 | 繼任： 许宪平 |
| 中華人民共和國政府职务 |                                                    |               |
| 前任： 矫正中          | 吉林市人民政府市长 2004年12月 - 2006年9月          | 繼任： 张晓霈 |
| 中国共产党职务         |                                                    |               |
| 前任： 矫正中          | 中国共产党吉林市委员会书记 2006年9月 - 2007年12月  | 繼任： 周化辰 |